# Torneo Preolímpico Femenino de la AFC 2016
El Torneo Preolímpico de fútbol femenino de la Confederación Asiática de Fútbol se desarrollará su fase final en la ciudad de Osaka en Japón del 29 de febrero al 9 de marzo de 2016. Este torneo clasificatorio otorgó dos cupos directos al Torneo Olímpico de fútbol femenino que se realizará en 2016 en la ciudad de Río de Janeiro, Brasil. En el torneo participarán las selecciones femeninas absolutas.
Las selecciones de Australia y China lograron la clasificación para el torneo de fútbol femenino de los Juegos Olímpicos de verano de Río de Janeiro 2016, como los dos representantes de la AFC.

## Calendario
El calendario de las fases de clasificación fue.
| Ronda         | Fecha                                                                        |
| ------------- | ---------------------------------------------------------------------------- |
| Primera ronda | 11 al 15 de marzo de 2015 (Grupos A y B) 20 al 24 de marzo de 2015 (Grupo C) |
| Segunda ronda | 14 al 22 de septiembre de 2015                                               |
| Ronda Final   | 29 de febrero al 9 de marzo de 2016                                          |

## Primera ronda

### Grupo A
- Todos los partidos disputados en Birmania.

| Equipo    | Pts | PJ | PG | PE | PP | GF | GC | Dif |
| --------- | --- | -- | -- | -- | -- | -- | -- | --- |
| Birmania  | 6   | 2  | 2  | 0  | 0  | 23 | 0  | 23  |
| India     | 3   | 2  | 1  | 0  | 1  | 4  | 7  | -3  |
| Sri Lanka | 0   | 2  | 0  | 0  | 2  | 0  | 20 | -20 |
| Baréin    | -   | -  | -  | -  | -  | -  | -  | -   |

| 11 de marzo de 2015 | Sri Lanka | 0-16    | Birmania | Estadio Mandalarthiri, Mandalay,                       |                                                        |
|                     |           | Reporte | Naw Ar Lo Wer Phaw 2' 4' 40' · Khin Moe Wai 6' 16' 20' 21' 26' · Nisansala 18' (a.g.) · Win Theingi Tun 23' 28' 49' 77' 90+1' · Yee Yee Oo 48' 51' | Asistencia: 5 456 espectadores Árbitro(s): Law Bik Chi | Asistencia: 5 456 espectadores Árbitro(s): Law Bik Chi |

| 13 de marzo de 2015 | India                                                          | 4-0     | Sri Lanka | Estadio Mandalarthiri, Mandalay,                       |                                                        |
|                     | K. Devi 12' · A. Devi 16' · Withanage 48' (a.g.) · R. Devi 58' | Reporte |           | Asistencia: 839 espectadores Árbitro(s): Nami Imaizumi | Asistencia: 839 espectadores Árbitro(s): Nami Imaizumi |

| 15 de marzo de 2015 | Birmania | 7-0     | India | Estadio Mandalarthiri, Mandalay,                             |                                                              |
|                     | Khin Moe Wai 8' · Khin Marlar Tun 15' 61' · Naw Ar Lo Wer Phaw 21' · Yee Yee Oo 28' 77' · Win Theingi Tun 90+2' | Reporte |       | Asistencia: 5 003 espectadores Árbitro(s): Pannipar Kamnueng | Asistencia: 5 003 espectadores Árbitro(s): Pannipar Kamnueng |

### Grupo B
- Todos los partidos disputados en Jordania.

| Equipo     | Pts | PJ | PG | PE | PP | GF | GC | Dif |
| ---------- | --- | -- | -- | -- | -- | -- | -- | --- |
| Jordania   | 9   | 3  | 3  | 0  | 0  | 9  | 0  | 9   |
| Uzbekistán | 6   | 3  | 2  | 0  | 1  | 7  | 2  | 5   |
| Hong Kong  | 1   | 3  | 0  | 1  | 2  | 2  | 4  | -2  |
| Palestina  | 1   | 3  | 0  | 1  | 2  | 2  | 14 | -12 |

| 11 de marzo de 2015 | Uzbekistán                                                                                   | 6-0     | Palestina | Petra Stadium, Amán,                                   |                                                        |
|                     | Sarikova 7' · Nazarova 9' · Riskieva 12' · Turdiboeva 14' · Abdurasulova 22' · Kudratova 63' | Reporte |           | Asistencia: 100 espectadores Árbitro(s): Kate Jacewicz | Asistencia: 100 espectadores Árbitro(s): Kate Jacewicz |

| 11 de marzo de 2015 | Jordania  | 1-0     | Hong Kong | Petra Stadium, Amán,                                     |                                                          |
|                     | Jbarah 8' | Reporte |           | Asistencia: 400 espectadores Árbitro(s): Fusako Kajiyama | Asistencia: 400 espectadores Árbitro(s): Fusako Kajiyama |

| 13 de marzo de 2015 | Hong Kong | 0-1     | Uzbekistán   | Petra Stadium, Amán,                                   |                                                        |
|                     |           | Reporte | Riskieva 75' | Asistencia: 100 espectadores Árbitro(s): Park Ji-yeong | Asistencia: 100 espectadores Árbitro(s): Park Ji-yeong |

| 13 de marzo de 2015 | Palestina | 0-6     | Jordania                                            | Petra Stadium, Amán,                                   |                                                        |
|                     |           | Reporte | Jebreen 20' · Jbarah 27' 38' 60' · Al-Naber 33' 53' | Asistencia: 500 espectadores Árbitro(s): Maria Rebello | Asistencia: 500 espectadores Árbitro(s): Maria Rebello |

| 15 de marzo de 2015 | Hong Kong             | 2-2     | Palestina                | Petra Stadium, Amán,                                     |                                                          |
|                     | Chan Wing Sze 16' 33' | Reporte | Shahine 39' · Salama 52' | Asistencia: 100 espectadores Árbitro(s): Fusako Kajiyama | Asistencia: 100 espectadores Árbitro(s): Fusako Kajiyama |

| 15 de marzo de 2015 | Uzbekistán | 0-2     | Jordania                           | Petra Stadium, Amán,                                   |                                                        |
|                     |            | Reporte | Al-Naber 76' (pen.) · Al-Masri 82' | Asistencia: 800 espectadores Árbitro(s): Kate Jacewicz | Asistencia: 800 espectadores Árbitro(s): Kate Jacewicz |

### Grupo C
- Todos los partidos disputados en Taiwán.

| Equipo       | Pts | PJ | PG | PE | PP | GF | GC | Dif |
| ------------ | --- | -- | -- | -- | -- | -- | -- | --- |
| China Taipéi | 6   | 2  | 2  | 0  | 0  | 5  | 0  | 5   |
| Irán         | 3   | 2  | 1  | 0  | 1  | 5  | 2  | 3   |
| Laos         | 0   | 2  | 0  | 0  | 2  | 1  | 9  | -8  |

| 20 de marzo de 2015 | Laos | 0-4     | China Taipéi                                                              | Estadio Municipal de Taipéi, Taipéi,                     |                                                          |
|                     |      | Reporte | Yu Hsiu-chin 11' · Lai Li-chan 43' · Lin Ya-han 81' · Lee Hsiu-chin 90+3' | Asistencia: 1 200 espectadores Árbitro(s): Anna Sidorova | Asistencia: 1 200 espectadores Árbitro(s): Anna Sidorova |

| 22 de marzo de 2015 | Irán                                                            | 5-1     | Laos         | Estadio Municipal de Taipéi, Taipéi,              |                                                   |
|                     | Behesht 30' 62' · Karimi 35' · Norouzi 77' · Arjangi 88' (pen.) | Reporte | Phayvanh 33' | Asistencia: 150 espectadores Árbitro(s): Wang Jia | Asistencia: 150 espectadores Árbitro(s): Wang Jia |

| 24 de marzo de 2015 | China Taipéi      | 1-0     | Irán | Estadio Municipal de Taipéi, Taipéi,                       |                                                            |
|                     | Lee Hsiu-chin 44' | Reporte |      | Asistencia: 2 000 espectadores Árbitro(s): Mai Hoàng Trang | Asistencia: 2 000 espectadores Árbitro(s): Mai Hoàng Trang |

## Segunda ronda
- Todos los partidos disputados en Birmania.

| Equipo       | Pts | PJ | PG | PE | PP | GF | GC | Dif |
| ------------ | --- | -- | -- | -- | -- | -- | -- | --- |
| Vietnam      | 9   | 4  | 3  | 0  | 1  | 8  | 4  | 4   |
| China Taipéi | 7   | 4  | 2  | 1  | 1  | 5  | 3  | 2   |
| Tailandia    | 7   | 4  | 2  | 1  | 1  | 3  | 3  | 0   |
| Birmania     | 6   | 4  | 2  | 0  | 2  | 8  | 7  | 1   |
| Jordania     | 0   | 4  | 0  | 0  | 4  | 1  | 8  | -7  |

| 14 de septiembre de 2015 | China Taipéi        | 1-0     | Vietnam | Estadio Mandalarthiri, Mandalay,                      |                                                       |
|                          | Lin Chiung-ying 85' | Reporte |         | Asistencia: 475 espectadores Árbitro(s): Kim Sook-hee | Asistencia: 475 espectadores Árbitro(s): Kim Sook-hee |

| 14 de septiembre de 2015 | Jordania | 0-2     | Birmania                            | Estadio Mandalarthiri, Mandalay,                         |                                                          |
|                          |          | Reporte | Khin Moe Wai 17' · Wai Wai Aung 72' | Asistencia: 3 894 espectadores Árbitro(s): Nami Imaizumi | Asistencia: 3 894 espectadores Árbitro(s): Nami Imaizumi |

| 16 de septiembre de 2015 | Jordania | 0-3     | China Taipéi                                                 | Estadio Mandalarthiri, Mandalay,                          |                                                           |
|                          |          | Reporte | Chan Pi-han 8' · Michelle Pao 45' · Yasmeen Khair 58' (a.g.) | Asistencia: 736 espectadores Árbitro(s): Saltanat Noroozi | Asistencia: 736 espectadores Árbitro(s): Saltanat Noroozi |

| 16 de septiembre de 2015 | Birmania        | 1-2     | Tailandia         | Estadio Mandalarthiri, Mandalay,                          |                                                           |
|                          | San San Maw 73' | Reporte | Anootsara 34' 69' | Asistencia: 22 050 espectadores Árbitro(s): Casey Reibelt | Asistencia: 22 050 espectadores Árbitro(s): Casey Reibelt |

| 18 de septiembre de 2015 | Tailandia     | 1-0     | Jordania | Estadio Mandalarthiri, Mandalay,                  |                                                   |
|                          | Anootsara 30' | Reporte |          | Asistencia: 340 espectadores Árbitro(s): Wang Jia | Asistencia: 340 espectadores Árbitro(s): Wang Jia |

| 18 de septiembre de 2015 | Vietnam                                                     | 4-2     | Birmania                            | Estadio Mandalarthiri, Mandalay,                        |                                                         |
|                          | Hu?nh Nhu 16' 74' · Nguy?n Th? Minh Nguy?t 22' 45+1' (pen.) | Reporte | Wai Wai Aung 85' · Khin Moe Wai 88' | Asistencia: 7 485 espectadores Árbitro(s): Kim Sook-hee | Asistencia: 7 485 espectadores Árbitro(s): Kim Sook-hee |

| 20 de septiembre de 2015 | Vietnam                                 | 2-1     | Jordania   | Estadio Mandalarthiri, Mandalay,                       |                                                        |
|                          | Nguy?n Th? Minh Nguy?t 18' (pen.) 45+1' | Reporte | Jbarah 76' | Asistencia: 115 espectadores Árbitro(s): Nami Imaizumi | Asistencia: 115 espectadores Árbitro(s): Nami Imaizumi |

| 20 de septiembre de 2015 | China Taipéi | 0-0     | Tailandia | Estadio Mandalarthiri, Mandalay,                       |                                                        |
|                          |              | Reporte |           | Asistencia: 216 espectadores Árbitro(s): Casey Reibelt | Asistencia: 216 espectadores Árbitro(s): Casey Reibelt |

| 22 de septiembre de 2015 | Tailandia | 0-2     | Vietnam                        | Estadio Mandalarthiri, Mandalay,                  |                                                   |
|                          |           | Reporte | Nguy?n Th? Minh Nguy?t 39' 83' | Asistencia: 276 espectadores Árbitro(s): Wang Jia | Asistencia: 276 espectadores Árbitro(s): Wang Jia |

| 22 de septiembre de 2015 | Birmania                                                        | 3-1     | China Taipéi        | Estadio Mandalarthiri, Mandalay,                         |                                                          |
|                          | Khin Moe Wai 67' · Than Than Htwe 79' · Lin Kai-ling 83' (a.g.) | Reporte | Lee Hsiu-chin 90+1' | Asistencia: 1 427 espectadores Árbitro(s): Nami Imaizumi | Asistencia: 1 427 espectadores Árbitro(s): Nami Imaizumi |

## Ronda Final

### Sede
- Todos los partidos a disputarse en la ciudad de Osaka en Japón.
- Los horarios corresponden al huso horario de Japón (UTC+7).
| Osaka | Osaka             | Osaka             |
| ----- | ----------------- | ----------------- |
| Osaka | Estadio Nagai     | Estadio Kincho    |
| Osaka | Capacidad: 45.409 | Capacidad: 20.000 |
| Osaka |                   |                   |

### Posiciones
| Equipo          | PJ | PG | PE | PP | GF | GC | Dif | Pts |
| --------------- | -- | -- | -- | -- | -- | -- | --- | --- |
| Australia       | 5  | 4  | 1  | 0  | 17 | 3  | 14  | 13  |
| China           | 5  | 3  | 2  | 0  | 7  | 3  | 4   | 11  |
| Japón           | 5  | 2  | 1  | 2  | 10 | 7  | 3   | 7   |
| Corea del Sur   | 5  | 1  | 2  | 2  | 6  | 5  | 1   | 5   |
| Corea del Norte | 5  | 1  | 2  | 2  | 4  | 5  | -1  | 5   |
| Vietnam         | 5  | 0  | 0  | 5  | 1  | 23 | -22 | 0   |

| 29 de febrero de 2016, 16:35 | China                               | 2-0     | Vietnam | Estadio Nagai, Osaka                                   |                                                        |
|                              | Gu Yasha 57' · Zhang Rui 63' (pen.) | Reporte |         | Asistencia: 369 espectadores Árbitro(s): Lucila Montes | Asistencia: 369 espectadores Árbitro(s): Lucila Montes |

| 29 de febrero de 2016, 19:35 | Australia                                                   | 3-1     | Japón            | Estadio Kincho, Osaka                                      |                                                            |
|                              | Lisa De Vanna 25' · Michelle Heyman 41' · Katrina Gorry 78' | Reporte | Yūki Ōgimi 45+2' | Asistencia: 4 888 espectadores Árbitro(s): Carina Vitulano | Asistencia: 4 888 espectadores Árbitro(s): Carina Vitulano |

| 29 de febrero de 2016, 19:35 | Corea del Norte | 1-1     | Corea del Sur    | Estadio Nagai, Osaka                                          |                                                               |
|                              | Kim Un-ju 80'   | Reporte | Jung Sul-bin 32' | Asistencia: 2 000 espectadores Árbitro(s): Stéphanie Frappart | Asistencia: 2 000 espectadores Árbitro(s): Stéphanie Frappart |

| 2 de marzo de 2016, 16:35 | Australia | 9-0     | Vietnam | Estadio Nagai, Osaka                                    |                                                         |
|                           | Emily Gielnik 10' · Kyah Simon 17' 38' 43' · Alanna Kennedy 19' · Ashleigh Sykes 64' · Emily van Egmond 68' · Michelle Heyman 77' · Clare Polkinghorne 85' | Reporte |         | Asistencia: 129 espectadores Árbitro(s): Esther Staubli | Asistencia: 129 espectadores Árbitro(s): Esther Staubli |

| 2 de marzo de 2016, 19:35 | Japón             | 1-1     | Corea del Sur     | Estadio Kincho, Osaka                                          |                                                                |
|                           | Mana Iwabuchi 84' | Reporte | Jung Seol-bin 87' | Asistencia: 5 605 espectadores Árbitro(s): Anna-Marie Keighley | Asistencia: 5 605 espectadores Árbitro(s): Anna-Marie Keighley |

| 2 de marzo de 2016, 19:35 | Corea del Norte | 1-1     | China                   | Estadio Nagai, Osaka                               |                                                    |
|                           | Ra Un-Sim 38'   | Reporte | Wang Shuang 90+3' (pen) | Asistencia: 463 espectadores Árbitro(s): Rita Gani | Asistencia: 463 espectadores Árbitro(s): Rita Gani |

| 4 de marzo de 2016, 16:35 | Vietnam | 0-1     | Corea del Norte | Estadio Nagai, Osaka                                         |                                                              |
|                           |         | Reporte | Ju Hyo-sim 90'  | Asistencia: 996 espectadores Árbitro(s): Abirami Apbai Naidu | Asistencia: 996 espectadores Árbitro(s): Abirami Apbai Naidu |

| 4 de marzo de 2016, 19:35 | Corea del Sur | 0-2     | Australia                                   | Estadio Nagai, Osaka                                      |                                                           |
|                           |               | Reporte | Kyah Simon 1' · Emily van Egmond 14' (pen.) | Asistencia: 1 149 espectadores Árbitro(s): Lucila Venegas | Asistencia: 1 149 espectadores Árbitro(s): Lucila Venegas |

| 4 de marzo de 2016, 19:35 | Japón             | 1-2     | China                        | Estadio Kincho, Osaka                                         |                                                               |
|                           | Kumi Yokoyama 65' | Reporte | Zhang Rui 14' · Gu Yasha 58' | Asistencia: 6 959 espectadores Árbitro(s): Stéphanie Frappart | Asistencia: 6 959 espectadores Árbitro(s): Stéphanie Frappart |

| 7 de marzo de 2016, 16:35 | China             | 1-0     | Corea del Sur | Estadio Nagai, Osaka                                     |                                                          |
|                           | Wang Shanshan 43' | Reporte |               | Asistencia: 451 espectadores Árbitro(s): Carina Vitulano | Asistencia: 451 espectadores Árbitro(s): Carina Vitulano |

| 7 de marzo de 2016, 19:35 | Vietnam              | 1-6     | Japón | Estadio Kincho, Osaka                                |                                                      |
|                           | Huỳnh Như 42' (pen.) | Reporte | Mana Iwabuchi 39' · Shinobu Ohno 45' · Nahomi Kawasumi 80' · Emi Nakajima 83' · Kumi Yokoyama 90' · Yūki Ōgimi 90+3' | Asistencia: 3 416 espectadores Árbitro(s): Rita Gani | Asistencia: 3 416 espectadores Árbitro(s): Rita Gani |

| 7 de marzo de 2016, 19:35 | Corea del Norte  | 1-2     | Australia                               | Estadio Nagai, Osaka                                         |                                                              |
|                           | Kim Su Gyong 78' | Reporte | Michelle Heyman 18' · Katrina Gorry 83' | Asistencia: 900 espectadores Árbitro(s): Anna-Marie Keighley | Asistencia: 900 espectadores Árbitro(s): Anna-Marie Keighley |

| 9 de marzo de 2016, 16:35 | Corea del Sur                                            | 4-0     | Vietnam | Estadio Nagai, Osaka                                         |                                                              |
|                           | Lim Seon-joo 8' 18' · Lee Geum-Min 69' · Jeon Ga-eul 85' | Reporte |         | Asistencia: 100 espectadores Árbitro(s): Abirami Apbai Naidu | Asistencia: 100 espectadores Árbitro(s): Abirami Apbai Naidu |

| 9 de marzo de 2016, 19:35 | Australia            | 1-1     | China         | Estadio Nagai, Osaka                                        |                                                             |
|                           | Emily van Egmond 85' | Reporte | Ma Xiaoxu 16' | Asistencia: 250 espectadores Árbitro(s): Stéphanie Frappart | Asistencia: 250 espectadores Árbitro(s): Stéphanie Frappart |

| 9 de marzo de 2016, 19:35 | Japón             | 1-0     | Corea del Norte | Estadio Kincho, Osaka                                     |                                                           |
|                           | Mana Iwabuchi 80' | Reporte |                 | Asistencia: 4 766 espectadores Árbitro(s): Esther Staubli | Asistencia: 4 766 espectadores Árbitro(s): Esther Staubli |

## Clasificados aRío de Janeiro 2016
| Bandera de Australia | Bandera de la República Popular China |
| Australia            | China                                 |